# Jānis Blūms
Jānis Blūms (ur. 20 kwietnia 1982 w Saldus) – łotewski koszykarz, grający pozycjach rozgrywającego lub rzucającego obrońcy, obecnie zawodnik Grissin Bon Reggio Emilia.
5 sierpnia 2019 dołączył po raz kolejny w karierze do łotewskiego VEF Ryga.
28 lipca 2020 został zawodnikiem włoskiego Grissin Bon Reggio Emilia.

## Osiągnięcia
Stan na 28 lipca 2020, na podstawie, o ile nie zaznaczono inaczej.

### Drużynowe
- Mistrz:
  - Ligi Bałtyckiej (2007)
  - Łotwy (2005–2006, 2017, 2020)
  - Kazachstanu (2014)
- Wicemistrz:
  - pucharu ULEB (2007)
  - Hiszpanii (2011)
  - Łotwy (2000, 2001, 2002, 2003)
  - Litwy (2007, 2013)
  - Grecji (2015)
- Brąz Eurocup (2009, 2010)
- Zdobywca pucharu:
  - Rosji (2019)
  - Grecji (2015)
  - Kazachstanu (2014)
- Finalista pucharu:
  - Polski (2004)
  - Litwy (2007)
  - Włoch (2016)
- 3. miejsce w superpucharze Hiszpanii (2011)

### Indywidualne
- Najlepszy łotewski zawodnik ligi VTB (2014)
- Uczestnik meczu gwiazd ligi:
  - VTB (2017)[7]
  - łotewskiej (2003)
  - bałtyckiej (2006)
  - litewskiej (2013)

### Reprezentacja
- Uczestnik:
  - mistrzostw:
    - Europy:
      - 2005 – 13. miejsce, 2007 – 13. miejsce, 2009 – 13. miejsce, 2011 – 21. miejsce, 2013 – 11. miejsce, 2015 – 8. miejsce, 2017 – 5. miejsce
      - U–18 (2000 – 8. miejsce)

    - świata U–19 (1999 – 9. miejsce)

  - kwalifikacji do:
    - igrzysk olimpijskich (2016)
    - Eurobasketu:
      - 2007, 2015
      - U–20 (2000, 2002)